# Гуменко Іван Антонович
Іван Антонович Гуменко (1869 — ?) — український державний діяч, депутат Державної думи II скликання від Київської губернії. 

## Життєпис
Отримав початкову освіту. Служив «робочим при машинах» на Черкаському цукрово-рафінадному заводі. Володів 2 десятинами землі. Увійшов до складу Російської соціал-демократичної робітничої партії. 
6 лютого 1907 року обраний до Державної думи II скликання від загального складу вибірників Київських губернських виборчих зборів. Увійшов до складу Соціал-демократичної фракції.  
Членом думських комісій не був. Проходив у справі про Соціал-демократичну фракцію.  
22 листопада — 1 грудня перебував під судом в особливій присутності Сенату у справі соціал-демократичної фракції. У числі 11 підсудних був виправданий «за недоведеністю їхньої вини». 
Подальша доля і дата смерті невідомі. 

### Рекомендовані джерела
- Российский государственный исторический архив. Фонд 1278. Опись 1 (2-й созыв). Дело 603. Лист 17.